# Протовка
Протовка — река в России, протекает по Можайскому району Московской области. Устье реки находится в 266 км от устья реки Протвы по правому берегу. Длина реки составляет 14 км.

## Данные водного реестра
По данным Государственного водного реестра России, относится к Окскому бассейновому округу. Речной бассейн — Ока, речной подбассейн — бассейны притоков Оки до впадения Мокши, водохозяйственный участок реки — Протва от истока до устья.